# Волховський фронт

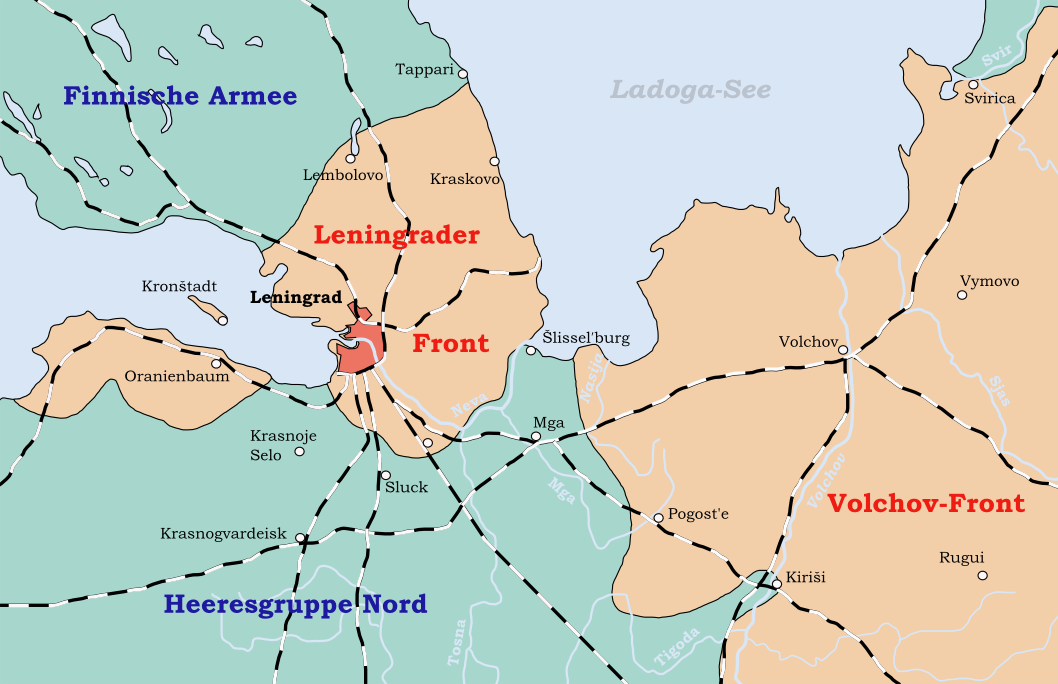
Положення Волховського фронту під час блокади Ленінграда з травня 1942 до січня 1943 року

Во́лховський фронт — оперативно-стратегічне об'єднання Червоної армії з 17 грудня 1941 до 23 квітня 1942 року та з 9 червня 1942 до 15 лютого 1944 року у Другій світовій війні.

## Історія
Волховський фронт створений 17 грудня 1941 роки у відповідності до директиви Ставки ВГК від 11 грудня1941 року № 005581 за рахунок сил лівого крила Ленінградського фронту і резервів Ставки ВГК у ході боїв за міста Волхова і Тихвіна Ленінградської області. З грудня 1941 до січня 1942 року війська Волховського фронту разом з військами Ленінградського фронту протистояли 16-ій армії. З січня 1942 до лютого 1944 року формування фронту вели позиційні бої проти 18-ї німецької і 11-ї (вересень-жовтень 1942 року) польових армій групи армій «Північ».
У квітні 1942 року штаб Волховського фронту розташовувався в Малій Вішері. У січні 1943 року війська фронту зіграли важливу роль у прориві блокади Ленінграда, а в 1944 році — в повному звільненні міста від блокади військами вермахту.
15 лютого 1944 року Волховський фронт був розформований на підставі Директиви Ставки ВГК від 13 лютого 1944 року № 220023. Армії, що входили до складу фронту були передані Ленінградському та 2-му Прибалтійському фронтам.

## Військові формування у складі фронту

### 1-ше формування
На 1 січня 1942 року
- Армії:
  - 2-га ударна армія
  - 4-та армія
  - 52-га армія
  - 59-та армія

### 2-ге формування
На 1 січня 1943 року
- Армії:
  - 2-га ударна армія
  - 4-та армія
  - 8-ма армія
  - 52-га армія
  - 54-та армія
  - 59-та армія
  - 14-та повітряна армія

На 1 січня 1944 року
- Армії:
  - 4-та армія
  - 54-та армія
  - 59-та армія
  - 14-та повітряна армія

## Командувачі
1-ше формування
- генерал армії Мерецков К. П. (17 грудня 1941 — 23 квітня 1942);

2-ге формування
- генерал армії Мерецков К. П. (9 червня 1942 — 15 лютого 1944).